# Liocranoeca
Liocranoeca – rodzaj pająków z rodziny obniżowatych.
Ubarwienie tych pająków odznacza się wzorem na prosomie i opistosomie. Oczy tylno-bocznej pary leżą nieco bardziej z przodu niż pary tylno-środkowej. Odnóża kroczne pierwszej i drugiej pary cechują się obecnością dwóch par szczecin na spodzie nadstopiów i ponad sześciu ząbków na każdym pazurku. Nogogłaszczki samca mają apofizę medialną krótką i prosto zbudowaną oraz odsiebne elementy bulbusa prosto zbudowane i wyposażone w konduktor. Przednia część płytki płciowej samicy ma nieparzystą strukturę czapeczkowatą, pojedynczy dołek i pozbawiona jest przegrody. Zbiorniki nasienne są dwuczęściowe i pozbawione gruczołów.
Dotychczas opisano 3 gatunki:
- Liocranoeca emertoni (Kaston, 1938)
- Liocranoeca spasskyi Ponomarev, 2007
- Liocranoeca striata (Kulczyński, 1882)

Rodzaj rozprzestrzeniony jest holarktycznie, przy czym pierwszy z wymienionych gatunków jest nearktyczny, a dwa pozostałe palearktyczne. W Polsce występuje tylko ostatni z nich (zobacz: obniżowate Polski).